# Tridynamia
Tridynamia es un género con tres especies de plantas con flores perteneciente a la familia de las convolvuláceas.

## Descripción
Son lianas, con la parfte inferior del tallo leñoso, herbácea glabrescente, las ramas superior, ± tomentoso-villosas. Las hojas cordiformes, con rigidez cartácea o subcoriáceas, densamente pubescente abaxialmente;  venas prominentes en el envés; pecíolos cilíndricos o comprimidos, surcado adaxialmente, pulvinado. Inflorescencia axilar (o terminal), bracteosa, racemosa o paniculada, flores fasciculadas (raramente solitarias) en los nodos, brácteas foliáceas, con forma, textura, indumento y venación como las hojas; bractéolas 3, desiguales, que se adjuntan debajo del cáliz. Flores vistosas, fasciculadas; sépalos libres, sin olor o fragancia. El fruto en utrículo aplanado.

## Taxonomía
El género fue descrito por François Gagnepain   y publicado en Notulae Systematicae. Herbier du Museum de Paris 14: 26. 1950. La especie tipo es: Tridynamia eberhardtii Gagnep.

## Especies
- Tridynamia eberhardtii Gagnep.
- Tridynamia megalantha (Merr.) Staples
- Tridynamia sinensis (Hemsl.) Staples